# Otzing

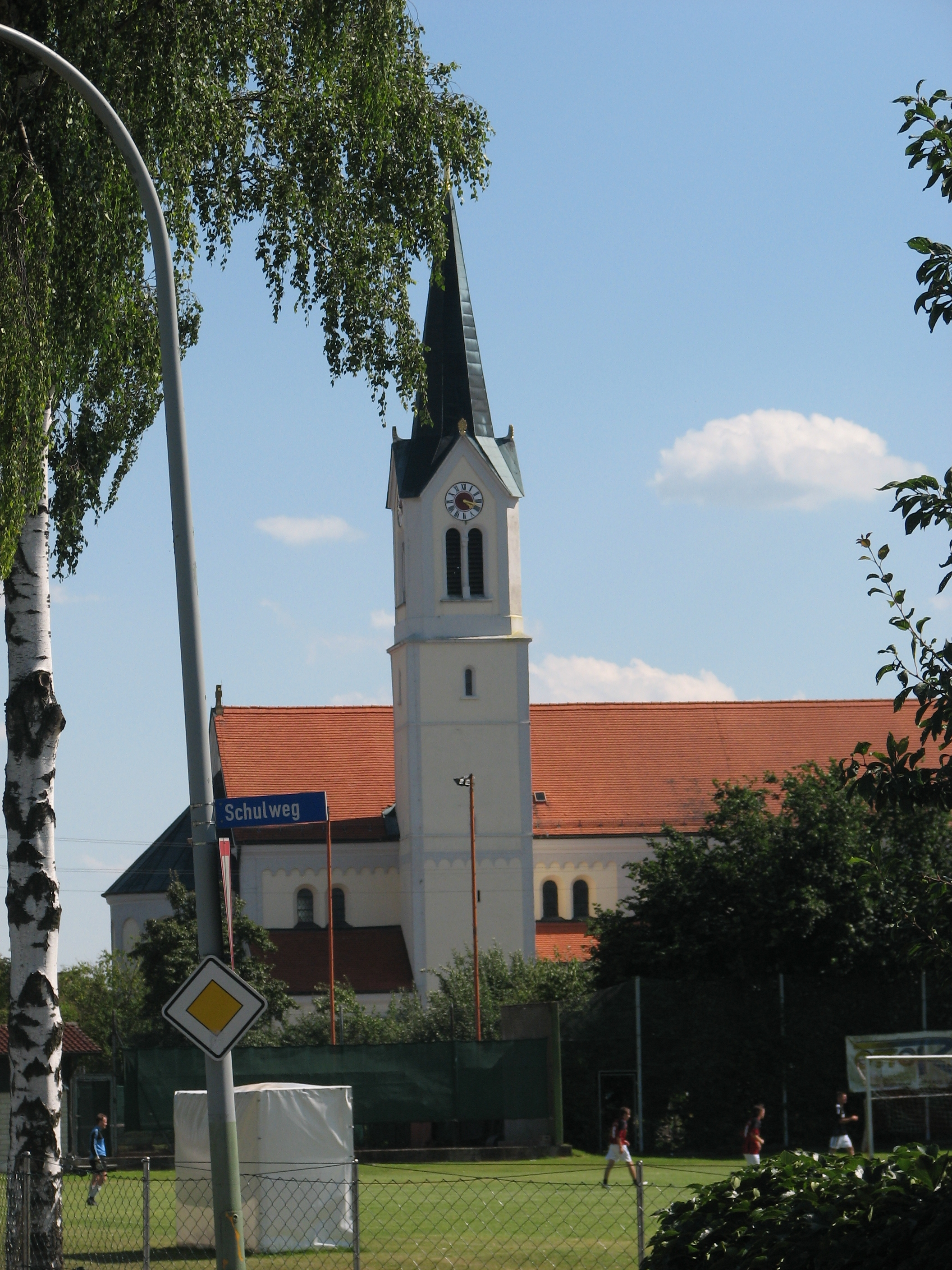
Die Pfarrkirche St. Laurentius

Otzing ist eine Gemeinde im niederbayerischen Landkreis Deggendorf. Die Gemeinde ist Mitglied der Verwaltungsgemeinschaft Oberpöring.

## Geografie

### Lage
Die Gemeinde liegt in der Planungsregion Donau-Wald. Die Gemeinde grenzt im Süden an die Isar (Landschaftsschutzgebiet) und erstreckt sich auch geringfügig auf rechtsseitige Uferbereiche. Sie enthält auch einen Abschnitt des Längenmühlbachs.

### Gemeindegliederung
Es gibt acht Gemeindeteile (in Klammern ist der Siedlungstyp angegeben):
- Arndorf (Kirchdorf)
- Asenhof (Weiler)
- Eisenstorf (Weiler)
- Haunersdorf (Kirchdorf)
- Kleinweichs (Kirchdorf)
- Lailling (Kirchdorf)
- Otzing (Pfarrdorf)
- Reit (Weiler)

Es gibt die Gemarkungen Otzing, Haunersdorf und Lailling.

## Geschichte

### Bis zur Gemeindegründung
Otzing gehörte zum Rentamt Straubing und zum Landgericht Natternberg des Kurfürstentums Bayern. Im Zuge der Verwaltungsreformen in Bayern entstand mit dem Gemeindeedikt von 1818 die heutige Gemeinde.

### Eingemeindungen
Im Zuge der Gebietsreform in Bayern wurden am 1. Mai 1978 die Gemeinden Haunersdorf und Lailling eingegliedert, die am 1. Januar 1902 aus Teilen der Gemeinde Wallersdorf neu gebildet worden waren.

### Einwohnerentwicklung
Im Zeitraum 1988 bis 2018 wuchs die Gemeinde von 1492 auf 2012 um 520 Einwohner bzw. um 34,9 % – der höchste prozentuale Zuwachs im Landkreis im genannten Zeitraum.
| Jahr      | 1961 | 1970 | 1987 | 1991 | 1995 | 2000 | 2005 | 2010 | 2015 | 2020 |
| --------- | ---- | ---- | ---- | ---- | ---- | ---- | ---- | ---- | ---- | ---- |
| Einwohner | 1460 | 1474 | 1504 | 1482 | 1525 | 1709 | 1969 | 1958 | 1932 | 1960 |

### Religion
Seit 1993 leitet Pfarrer Werner Maria Hess die katholische Pfarrei St. Laurentius mit 1474 Personen (Stand Januar 2013).

## Politik

### Bürgermeister
Erster Bürgermeister ist Johannes Schmid (CSU), der bei der Kommunalwahl 2008 mit 91,73 % der Stimmen gewählt wurde.
Bei den Kommunalwahlen am 15. März 2020 wurde er im ersten Wahlgang ohne Gegenkandidat mit 89,16 Prozent zum 1. Bürgermeister wiedergewählt.

### Gemeinderat
Die Kommunalwahlen von 2020 und frühere ergaben folgende Sitzverteilungen:
|      | CSU | FWG | Gesamt |
| 2020 | 7   | 7   | 14     |
| 2014 | 8   | 6   | 14     |
| 2008 | 8   | 6   | 14     |

### Wappen
| Wappen der Gemeinde Otzing | Blasonierung: „In Blau über gesenktem silbernem Wellenbalken nebeneinander ein silberner Rost, ein goldener Bischofsstab und ein silbernes Kleeblatt.“ |
| Wappen der Gemeinde Otzing | Das Wappen wird seit 1984 geführt. |

## Sehenswürdigkeiten
- Pfarrkirche „St. Laurentius“ in Otzing, erbaut 1899 in neuromanischem Stil, mit Apostelfiguren aus der Stiftskirche „St. Jakob“ in Straubing
- Wallfahrtskirche „St. Ottilie“ in Haunersdorf
- Dorfkirche „St. Nikolaus“ in Lailling (bereits um 1200 urkundlich erwähnt)
- Landschaftsschutzgebiet Untere Isar

## Wirtschaft und Infrastruktur

### Wirtschaft einschließlich Land- und Forstwirtschaft
Es gab im Jahr 2020 nach der amtlichen Statistik im Bereich der Land- und Forstwirtschaft keine im Bereich Handel und Verkehr 110 sozialversicherungspflichtig Beschäftigte am Arbeitsort. In sonstigen Wirtschaftsbereichen waren am Arbeitsort 127 Personen sozialversicherungspflichtig beschäftigt. Sozialversicherungspflichtig Beschäftigte am Wohnort gab es insgesamt 857. Im verarbeitenden Gewerbe gab es keinen, im Bauhauptgewerbe einen Betrieb. Zudem bestanden im Jahr 2016 42 landwirtschaftliche Betriebe mit einer landwirtschaftlich genutzten Fläche von 1614 ha, davon waren 1591 ha Ackerfläche.

### Verkehr
Durch das Gemeindegebiet von Otzing verlaufen die Bahnstrecke Landshut–Plattling (KBS 931) sowie die Bundesautobahn 92 München—Deggendorf (A 92 / E 53), deren nächste Anschlussstellen Wallersdorf-Nord und Plattling-West sind.
Durch den Ort führt die Kreisstraße DEG 5.
Der noch aus der Zeit der Königlich privilegirten Actiengesellschaft der bayerischen Ostbahnen stammende, 1875 errichtete Bahnhof und spätere Haltepunkt Otzing wird im Zusammenhang mit der Einführung des Donau-Isar-Express seit dem 13. Dezember 2009 nicht mehr bedient.

### Bildung
2021 bestanden folgende Einrichtungen:
- eine Kindertageseinrichtung: 90 Plätze mit 126 Kindern, davon 18 unter drei Jahren
- Volksschulen: eine Grundschule mit vier Klassen und 65 Schülern
- Katholisches Evangelisationszentrum St. Petrus: Gruppenhaus mit 98 Betten

## Persönlichkeiten
- Georg Ritter von Hengl (1897–1952), Offizier